# Construccions de pedra seca III (l'Albi)
Les Construccions de pedra seca III és una obra de l'Albi (Garrigues) inclosa a l'Inventari del Patrimoni Arquitectònic de Catalunya.

## Descripció
Barraca de vinya encarada cap al sud-est, feta de pedres més petites del que és habitual en aquesta zona, potser perquè fou una de les primeres en ser construïda. La seva peculiaritat és a més, la forma quadrada de la façana, rematada per un sostre també de pedres. A l'interior hi ha una menjadora i un pedrís de pedra utilitzat per a descanser. Al exterior, al contrafort de la dreta, hi ha un recer encarat cap a l'est.